# Holiday Destination
| Recensione      | Giudizio |
| --------------- | -------- |
| AnyDecentMusic? | 7.8/10   |
| AllMusic        |          |
| Metacritic      | 81/100   |
| Mojo            |          |
| The Guardian    |          |
| Q               |          |
| Pitchfork       | 7.6/10   |
| The Times       |          |
| Uncut           | 8/10     |
| The A.V. Club   | B+       |

Holiday Destination è il terzo album in studio della cantante e musicista britannica Nadine Shah.
Il singolo "Evil" è diventato noto principalmente grazie alla sua apparizione nella quinta stagione della serie televisiva Peaky Blinders.

## Tracce
1. Place Like This - 5:53
2. Holiday Destination - 5:39
3. 2016 - 4:47
4. Out the Way - 3:50
5. Yes Men - 5:41
6. Evil - 5:00
7. Ordinary - 3:26
8. Relief - 4:50
9. Mother Fighter - 4:28
10. Jolly Sailor - 6:31

## Classifiche
| classifica (2017) | Posizione massima |
| ----------------- | ----------------- |
| Regno Unito       | 71                |

## Premi e riconoscimenti
| Anno | Ente                          | Premio                | Posizione   |
| ---- | ----------------------------- | --------------------- | ----------- |
| 2017 | The Quietus                   | Top 100 Album of 2017 | #5          |
| 2017 | Gigwise                       | Top 51 Albums of 2017 | #6          |
| 2017 | Loud and Quiet                | Top 40 Albums of 2017 | #40         |
| 2017 | No Ripcord                    | Top Albums of 2017    | #23         |
| 2018 | British Phonographic Industry | Mercury Prize         | Candidato/a |